# Grande-Pologne
Ne doit pas être confondu avec Voïvodie de Grande-Pologne ou Province de Grande-Pologne.
La Grande-Pologne (en polonais : Wielkopolska, en allemand : Großpolen, en latin : Polonia Maior) est une région historique de la Pologne, située dans le centre-ouest du pays, comportant une grande partie du secteur irrigué par la rivière Warta et ses affluents, dont notamment la Noteć. Ses chefs-lieux sont Poznań, Kalisz et Gniezno.
La région proprement dite coïncide approximativement avec l'actuelle voïvodie de Grande-Pologne, ainsi que les parties limitrophes des voïvodies de Couïavie-Poméranie et de Lubusz.

## Toponymie
À la différence des concepts historiques comme la Grande Serbie ou la Grande Allemagne, le terme « Grande-Pologne » ne décrit pas une construction étatique au sens de l'irrédentisme, mais résulte de la langue officielle du Moyen Âge. Suivant une habitude polonaise, un nouveau lieu situé près d'un plus ancien prend le nom précédé du terme « petit », tandis que l'ancien étant lui-même précédé de « grand ». Les notions de Polonia maior et de Polonia minor ont donc permis de distinguer les deux régions historiques de l'État polonais : l'ancien territoire des Polanes autour de Gniezno (datant du début du Xe siècle) et la nouvelle zone autour de Cracovie. Le terme Grande-Pologne apparaît pour la première fois sous la forme latine dans les écrits de l'abbaye de Lubiń en 1257, sous le règne du duc Boleslas le Pieux.

## Géographie
La région s'étend le long du cours moyen et inférieur de la Warta. Elle est limitrophe de la Poméranie au nord et à la Cujavie au nord-est ; au sud, le terrain bas marécageux du fleuve Barycz constitue la frontière de la Grande-Pologne avec la Silésie. Le pays de Lebus (Lubusz) sur les rives de l'Oder à l'ouest marque la limite du territoire polonais avec l'Allemagne. Le pays possède des sols riches, comprenant de grandes zones rurales et de forêts.
Les frontières de la Grande-Pologne ont varié au cours de l'histoire : depuis le Moyen Âge, le territoire au sens strict incluait les pays de Poznań (avec Wschowa au sud-ouest) et de Kalisz (avec les Pałuki et la Krajna au nord). Au sens large, la région comprenait aussi les pays de Lubusz à l'ouest, ainsi que les pays de Sieradz et de Wieluń au sud-est. Au temps de la république des Deux Nations, les voïvodies de Poznań et de Kalisz (à partir de 1768 : Kalisz et Gniezno) représentaient la Grande-Pologne ;  une Assemblée commune (Sejmik) se réunit à Środa. À la suite des partages de la Pologne au XVIIIe siècle, la Grande-Pologne a souvent été associée au grand-duché de Posen (Poznańskie) sous l'autorité prussienne.

## Histoire
| Période            | Divisions administratives                                                                       |
| XIIe-XIIIe         | Duché de Grande-Pologne                                                                         |
| jusqu'en 1768      | Voïvodie de Poznań, voïvodie de Kalisz                                                          |
| jusqu'en 1793      | Voïvodie de Poznań, voïvodie de Kalisz, voïvodie de Gniezno, district de la Netze               |
| jusqu'en 1806      | Province de Prusse-Méridionale                                                                  |
| jusqu'en 1815      | Voïvodie de Poznań, voïvodie de Kalisz, département de Bydgoszcz                                |
| jusqu'en 1837/1848 | Voïvodie de Kalisz, grand-duché de Posen                                                        |
| jusqu'en 1918      | Province de Posnanie, gouvernement de Kalisz, gouvernement de Varsovie                          |
| jusqu'en 1939      | Voïvodie de Poznań, voïvodie de Łódź, province de Posnanie-Prusse-Occidentale                   |
| jusqu'en 1945      | Reichsgau Wartheland                                                                            |
| jusqu'en 1975      | Voïvodie de Poznań                                                                              |
| jusqu'en 1998      | Voïvodie de Poznań, voïvodie de Kalisz, voïvodie de Leszno, voïvodie de Konin, voïvodie de Piła |
| depuis 1998        | Voïvodie de Grande-Pologne                                                                      |
|                    |                                                                                                 |